# Talicskaolimpia

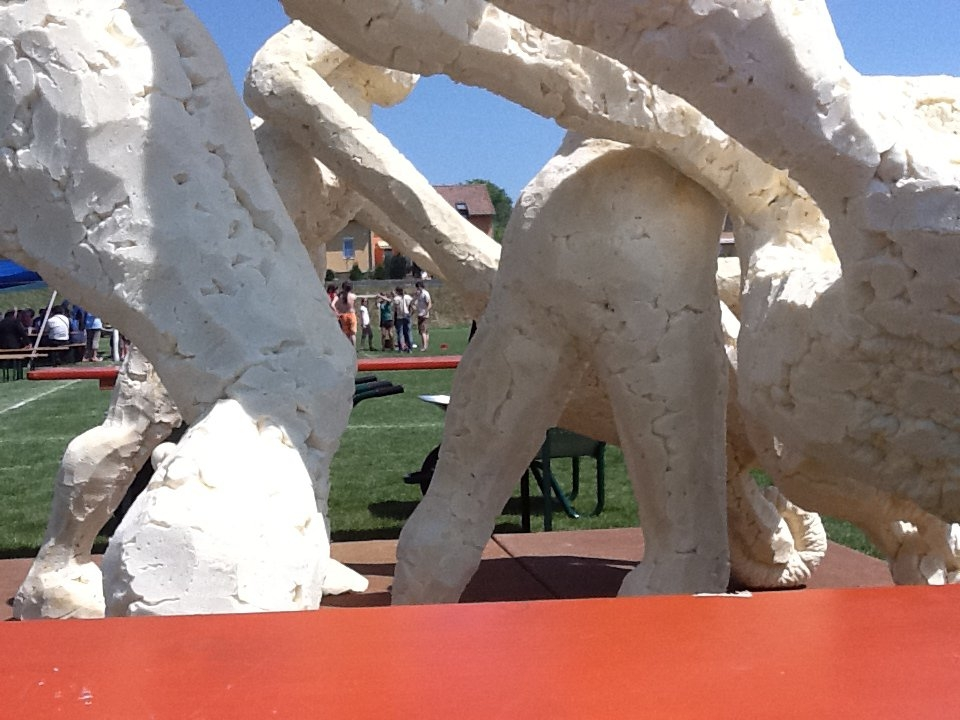
Versenyszünet a 2011-es játékokon, az előtérben Ghenadie Popescu talicskaolimpia-szoborcsoportja

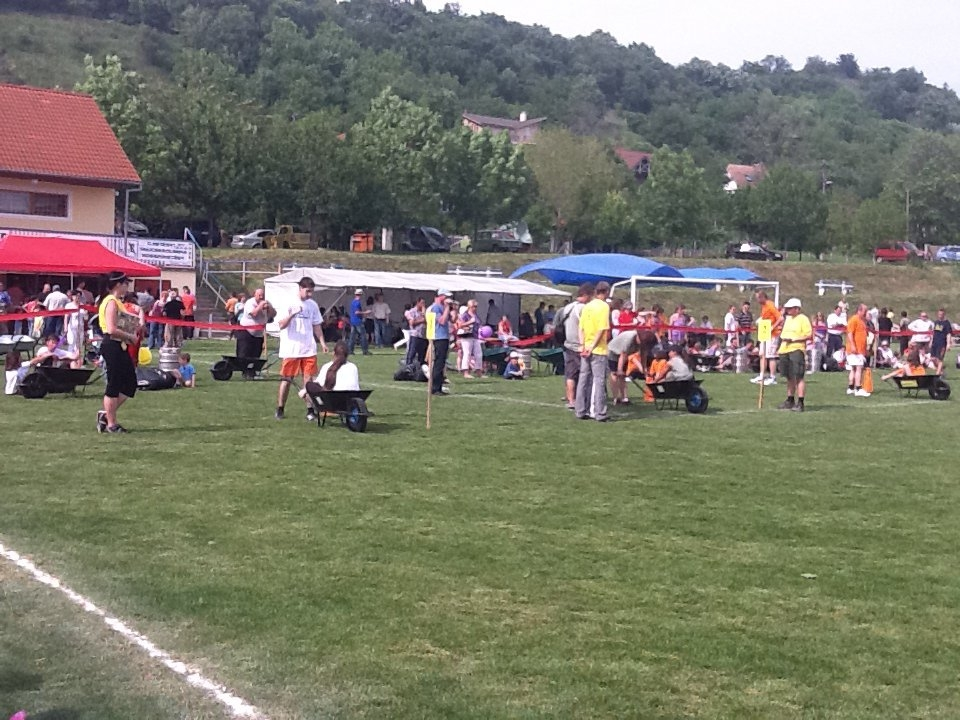
2011, csapatverseny, készülődőben a leánytalicskázásra

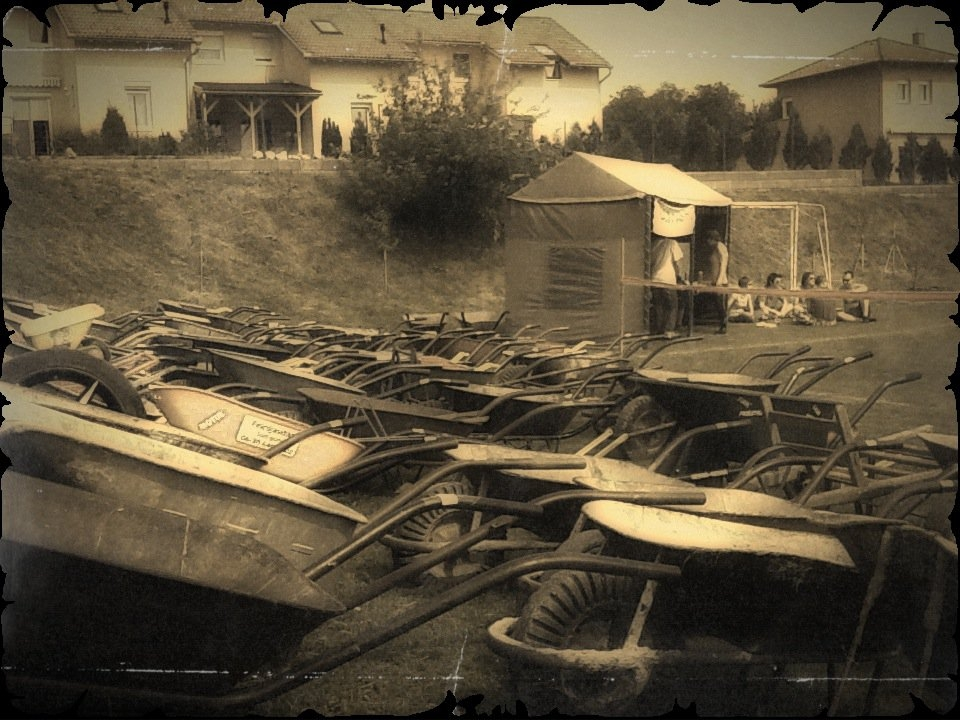
A "Talicskavalkád" felvonulásra váró talicskák 2011-ben

A Talicskaolimpia (angolul: Wheelbarrow Olympics) nemzetközi sportesemény, amelyet 2001-től évente rendeznek meg a Baranya vármegyei Hosszúhetényben. Egyéni és csapatverseny. A XV. talicskaolimpiát 2015. június 11. és június 13. között tartották. 
A játékok eddigi külföldi résztvevői Dániából, Romániából (Erdély), Szlovákiából, Jugoszláviából (illetve Szerbiából és Horvátországból) és Dél-Koreából érkeztek. A játékokhoz kulturális programok, például táncbemutatók és koncertek, kapcsolódnak.
Az eddigi csapatversenyeken a legeredményesebb az erdélyi Magyarfenes csapata volt.
Kísérőrendezvényei a Folktalicska és a Rocktalicska.

## A verseny
Nemzetközi verseny, több kategóriában és több versenyszámmal. Van csapatverseny, női egyéni és férfi egyéni verseny, illetve külön egyéni versenyt rendeznek óvodásoknak, alsóiskolásoknak és felsősöknek.

### Versenyszámai
- Talicska egyes
- Talicska páros
- Talicska hármas
- Talicska szendvics
- Gyorsasági és ügyességi feladatok

## Érmesek

### 2001-ben
- Csapatok: 1. Hetin (Jugoszlávia) 2. Dánia 3. Chotin (Szlovákia)
- Egyéni: 1. Sztojkovics Nikola Hetin (Jugoszlávia) 2. Labadi Dalibor Hetin (Jugoszlávia) 3. Schmidt József Hosszúhetény

### 2002-ben
- Egyéni: 1. Bak József 2. Scwáb Zsolt 3. Kerekes György
- Gyerek: 1. Götz Attila 2. Stankovics Gergő 3. Bokor László

### 2003-ban
- Férfi csapatverseny: 1. Nagy László Gimnázium (Komló) 2. Hetin (Szerbia) 3. Dream Team (Komló)
- Női csapatverseny: 1. Hosszúhetény 2. Hetin (Szerbia és Montenegro)
- Egyéni: 1. Perencz János 2. Kerekes György 3. Schwábi Zsolt
- Mini: 1. Kolompár László 2. Tóth Tamás 3. Szászfai Dominik
- Leány: 1. Pálffy Adrienn 2. Szily Judit 3. Papp Zsófia
- Fiú: 1. Czipó Balázs 2. Török Renátó 3. Csajkás Márton

### 2004-ben
- Csapatok: 1. Magyarfenes (Erdély) 2. Limex csapata (Horvátország) 3. Hetin (Szerbia)
- Egyéni: 1. Krasznai Márton (Erdély) 2. Marikovec Gábor (Szerbia) 3. Jónás Tibor (Magyarország)
- Kölyök: 1. Mihlovics Henrietta 2. Stankovics Petra 3. Nemes András
- Serdülő: 1. Ökrös Gábor 2. Orsós János 3. Csajkás Márton

### 2005-ben
- Csapatok: 1. Hosszúhetény I.  2. Magyarfenes  3. Hetin I.
- Egyéni: 1. Sashalmi Zoltán (Hosszúhetény) 2. Szilágyi István (Magyarfenes) 3. Tóth Csaba (Pécs)
- Gyerek I: 1. Szászfai Dominik 2. Fekete Adrián 3. Nagy Gergő
- Gyerek II: 1. Nemes András 2. Kiss Miklós 3. Szatmári Patrcia
- Gyerek III: 1. Schetl Szabolcs 2. Sárközi Róbert 3. Bien Péter

### 2006-ban
Sajnos ezek az adatok elkeveredtek, ezért nem állnak rendelkezésre.

### 2007-ben
- Csapatok: 1. Magyarfenes (Erdély) 2. Határőrség (Siklós) 3. Hetin (Szerbia)
- Női egyéni: 1. Tavaszi Krisztina (Pécs) 2. Balogh Bettina (Pécs) 3. Schmidt Kata (Hosszúhetény)
- Férfi egyéni: 1. Sashalmi Zoltán (Hosszúhetény) 2. Krasznai Márton (Magyarfenes) 3. Kiss Róbert
- Gyerek I: 1. Bocz Botond 2. Szászfai Dominik 3. Nagy Gergő
- Gyerek II: 1. Nemes András 2. Kiss Miklós 3. Nemes Balázs

### 2008-ban
- Csapatok: 1. Tordaszentlászló (Erdély) 2. Rendőrség (korábbi határőr csapat) 3. Hetin II. (Szerbia)
- Női egyéni: 1. Tavaszi Krisztina 2. Agátzné Lajos Rita 3. Nagy Alexandra
- Férfi egyéni: 1. Sashalmi Zoltán 2. Hindrich Norbert 3. Tamás András Péter
- Gyerek: 1. Tóth István 2. Zugfil Rolf 3. Lőrincz Géza

### 2009-ben
- Csapatok: 1. Megyei Sünök (Rendőrség) 2. Polgárőrség 3. Mr. Bogus
- Női egyéni: 1. Balogh Bettina 2. Schmidt Veronika 3. Schmidt Katalin
- Férfi egyéni: 1. Sashalmi Zoltán 2. Klauser Gábor 3. Radax Zoltán

### 2010-ben
- Csapatok: 1. Magyarfenes 2. Sünök 3. Hosszúhetény
- Nők: 1. Schmidt Veronika 00:00:52 2. Reisch Szixtime 00:00:59 3. Bachesz Krisztina 00:01:10
- Férfiak: 1. László Győző 00:00:41 2. Takács Miklós 00:00:47 3. Dóbiás Dániel 00:00:50
- Óvodások: 1. Hermesz Márkó 2. Schnusser Lotti 3. Jámbor Máté Sámuel
- Alsósok: 1. Nagy Gergő 2. Katona Bálint 3. Tóth Csaba Titusz
- Felsősök: 1. Nagy Gábor 2. Zugfil Rolf 3. Puxler Márton

### 2011-ben

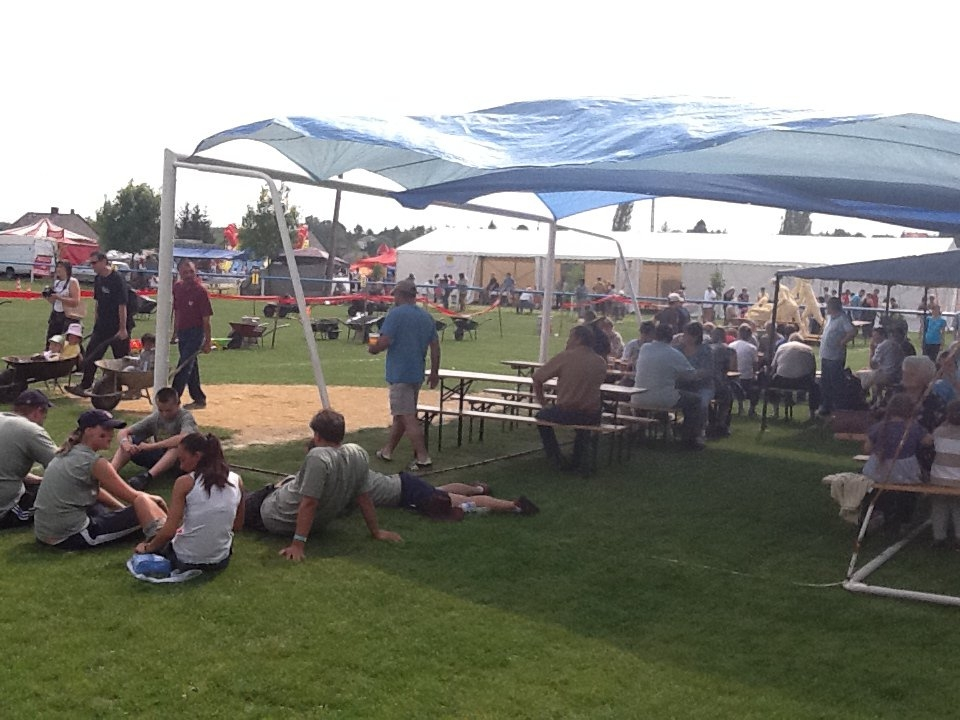
Pihenő, 2011-es olimpia.

- Csapatok: 1. Hosszúhetény (Stankovics Petra, Bien Péter, Csajkás Márton), 2. Kaposvár (Szerb György, Szerbné Szabó Katalin, Szerb Kata, Bánhegyi István), 3. Hetin1 (Józsa Ottó, Tokári Tibor, Zsigity Dajana) 4. Rendőrség Megyei Sünök(Bojtor Barbara, Novák László, Wágner Tibor)
- Nők: 1. Turnacker Éva 2. Palágyi Ildikó 3. Juhász Adél 4. Schmidt Veronika
- Férfiak: 1. Tisztl Dezső 2. Józsa Ottó 3. Tokári Tibor 4. Nagy Gábor
- Felsős lányok: 1. Szászfai Dorina 2. Bartalovics Bea
- Felsős fiúk: 1. Kulcsár András 2. Bocz Botond 3. Bíró Péter 4. Sümegi Zsolt
- Alsós lányok: 1. Katona Ildikó 2. Nyisztor Zselyke 3. Bocz Léda 4. Puxler Johanna Flóra
- Alsós fiúk: 1. Szászfai Dominik 2. Vass Máté 3. Erdei Benedek 4. Kovács Bálint
- Óvodás fiúk: 1. Nisztor Álmos 2.Kulcsár Tamás 3. Németh Levente 4. Puxler Mátyás Géza
- 3 éven aluliak: 1. Herbály Milos 2. Dergez Kende 3. Karsai Róza 4. Szászfai Dalma 5. Vass Anna 6. Jéger Bálint 7. Lázár Lili 8. Hermesz Krisztián